# Sectator azureus
Sectator azureus és una espècie de peix pertanyent a la família dels kifòsids.

## Hàbitat
És un peix marí, pelàgic-nerític i de clima subtropical.

## Distribució geogràfica
Es troba al Pacífic oriental central: les illes Hawaii.

## Observacions
És inofensiu per als humans.